# 富蘭克林泳池和休閒中心
富蘭克林泳池和休閒中心是一座位於紐西蘭普基科希的休閒中心。中心為紐西蘭國家籃球聯賽富蘭克林公牛的主場，比賽期間本中心被稱為牲畜圍欄。2021年5月17日，紐西蘭破壞者宣布，他們將於2021年5月28日在本館進行一場澳洲國家籃球聯賽例行賽，作為2021年紐西蘭巡迴賽的一部分。該場賽事伊拉瓦拉老鷹以11分的優勢擊敗紐西蘭破壞者 。